# Alexandru Hanzu
Alexandru Hanzu (n. 17 octombrie 1871, loc. Cacova, jud. Sibiu – d. ? 1949, Cluj-Napoca) a fost un general român.

## Biografie
A. Hanzu a văzut lumina zilei în satul Cacova, județul Sibiu, din părinții Maria și Alexandru Hanzu, vlașini de marcă ai localității. A absolvit școala primară în satul natal, apoi Liceul "Gheorghe Lazar" din Sibiu. Datorită rezultatelor la învățătură a fost selecționat de autoritățile vremii să urmeze Școala de Cadeți la Viena. El este atras de trupele de vânători de munte și își dorește să facă parte din ele. Pentru a i se îndeplini această dorință, face școli militare atât în Viena, cât și în Germania. În 1900 a fost avansat la gradul de sublocotenent. A absolvit Școala de Război din Viena, în 1903. A urmat un curs de specializare în arma infanteriei la Paris fiind numit apoi comandant de regiment. Cunoștea în afara limbii române, germana, maghiara, franceza și italiana fiind un om foarte cult.

## Activitate Militară
În anul 1912 reușește să devină maior și să comande o trupă de vânători de munte la Viena. În 1918 se află pe frontul din Tirol, unde comandă o trupă de vânători de munte. Tot în acest an devine generalul unei brigăzi din care făcea parte și Regimentul 2 Infanterie și un regiment din Brașov. Cu aceste unități a reușit să oprească revoluția bolșevică din Praga, contribuind astfel la formarea viitorului stat Cehoslovacia. La destrămarea Monarhiei Austro-Ungare s-a prezentat, în mod voluntar oferindu-și serviciiile, la sediul Consiliului Național Român Central. I-a fost încredințată misiunea de a înființa Gărzile Naționale, de a le pregăti pentru participarea la Marea Adunare Națională de la Alba Iulia. Când gărzile naționale românești au fost desființate, membrii lor au intrat în mare parte voluntari în armata română. Generalul Hanzu s-a numărat printre ofițerii care s-au înrolat voluntari în armata română. A fost numit comandantul Diviziei 16 Infanterie, iar Marele Stat Major l-a numit și Șeful Biroului 1 pentru Armata din Transilvania.

## Participarea la campania de la Tisa din anul 1919
În iulie 1919, armata ungară condusa de cominternistul Bela Kun, președintele Guvernului comunist de la Budapesta a ordonat armatei maghiare aflate pe aliniamentul Mureșului mijlociu să atace armata română pentru a anula actul istoric înfăptuit la 1 Decembrie 1918 de Marea Adunare Națională și să ocupe întreaga Transilvanie. La data de 2 august 1919, grupul de armate române a trecut la contraofensivă, iar până la jumătatea lunii august armata ungară a fost învinsă. Budapesta a capitulat pe 4 august 1919, iar guvernul bolșevic ungar s-a refugiat la Moscova.

## Activitatea ulterioară anului 1919
Anul 1927 îl găsește în fruntea armei sale de suflet, Vânătorii de munte, pe care o asigurase din punct de vedere al dezvoltării strategice și tactice. Datorită experienței sale dobândite în luptele la care a participat, a reușit să transforme aceste unități în unități de elită. În anul 1930, Carol al II-lea, conștient de calitățile sale remarcabile, îl va numi pe acesta Inspector General al Armatei Regale Române, iar în anul 1938 Rezident Regal al ținutului Cluj. Generalul (r.) Alexandru Hanzu a fost numit la 7 septembrie 1944 în funcția de primar al municipiului Sibiu, în locul lui Albert Dörr.

## Grade militare
- 1900 - Sublocotenent,
- 1903 - Căpitan,
- 1912 - Maior,
- 1 mai - 1917 - Colonel (în armata română), la excepțional,
- 18 noiembrie 1918 - General de Brigadă
- ? - General de Divizie
- ? - General de Corp de Armată în rezervă

## Funcții Militare
- 1900 - Comandant într-un Regiment din Viena
- 25 ianuarie 1919  - Comandantul Diviziei 16 Infanterie și Șeful Biroului 1 pentru Armata din Transilvania
- 1 aprilie 1930 – 21 septembrie 1931- Comandantul Corpului 6 Armată
- 25 august 1938 - Rezident Regal al Ținutului Cluj - (Regele Carol al II-lea a realizat o reformă administrativă în 13 august 1938, în care a instuit o nouă unitate administrativă: Ținutul. Țara era organizată în 10 ținuturi, în fruntea cărora se afla un Rezident Regal numit pe 6 ani, prin decret regal. El era reprezentant al guvernului și administratorul ținutului și avea ca sarcină principală aplicarea întocmai a hotărârilor guvernamentale, asigurarea ordinii și liniștii publice.)
- Inspector general de Armată definitiv,
- Rezident Regal al Ținutul Someș;